# Pressignac-Vicq
Pressignac-Vicq är en kommun i departementet Dordogne i regionen Nouvelle-Aquitaine i sydvästra Frankrike. Kommunen ligger i kantonen Lalinde som tillhör arrondissementet Bergerac. År 2022 hade Pressignac-Vicq 454 invånare.

## Befolkningsutveckling
Antalet invånare i kommunen Pressignac-Vicq
Referens:INSEE